# Bloro
Bloro is een bestuurslaag in het regentschap Situbondo van de provincie Oost-Java, Indonesië. Bloro telt 3960 inwoners (volkstelling 2010).